# Marcus Antistius Labeo
Marcus Antistius Labeo (* ca. 51/50 v. Chr.; † ca. 10/11 n. Chr.) war ein römischer Jurist und Zeitgenosse des Kaisers Augustus.

## Leben
Antistius Labeo war ein Sohn des Juristen Pacuvius Antistius Labeo und entstammte einer samnitischen Familie aus Unteritalien. Unter Augustus zählte er zur senatorischen Opposition gegen den Prinzipat (Sueton, Augustus 54), konnte aber dennoch mit der Prätur das zweithöchste Amt der traditionellen politischen Ämterlaufbahn erreichen. Augustus bot ihm ein Suffektkonsulat an, das er ablehnte.
Antistius Labeo gilt neben Ateius Capito, die beide vom vorklassischen Juristen Aulus Ofilius ausgebildet wurden, als der wichtigste Vertreter der Frühklassik des römischen Rechts. Sextus Pomponius schreibt, Labeo sei Schüler des Trebatius gewesen und habe sein Leben den Studien gewidmet, indem er sechs Monate des Jahres in Rom mit seinen Schülern verbrachte und sich sechs Monate des Jahres zurückzog, um Bücher zu schreiben. Auf diese Weise publizierte er 400 Bände.
Tacitus berichtet über den „unbestechlichen Freiheitssinn“ des Labeo in seinen Annalen und Aulus Gellius über die „Rechtschaffenheit“ in den Noctes Atticae, wobei die Quellen unterschiedliche Auffassungen zum Verhältnis Capitos zu Labeo unterbreiten. Während Labeo im öffentlichen Recht konservative Ansichten vertrat und Augustus mit seinen Entscheidungen häufig rechtlich wie politisch stark provozierte, regte er im Privatrecht zahlreiche Neuerungen an, vertrat aber nur punktuell Reformvorschläge weitreichender Art. Bei späteren Juristen genoss Labeo aufgrund vieler richtungsweisender Entscheidungen und Maßstab bildender, systematischer Leistungen großes Ansehen und übte damit einen nicht zu unterschätzenden Einfluss auf die Rechtsgeschichte der Antike aus. Auf Labeo geht das Rechtsphänomen der „überholenden Kausalität“ zurück, das der Spätklassiker Iulius Paulus wertschätzend unter seinen überzeugenden Rechtssätzen notierte.
Aus dem Kreis seiner Schüler ging die prokulianische Rechtsschule hervor, die nach ihrem ersten Haupt, dem vergleichsweise bedeutungslosen Proculus benannt ist. Einige Forscher vermuten, dass möglicherweise Labeo selbst die Schule begründet hat, was sich bisher nicht nachweisen lässt. Bisweilen wird das darauf zurückgeführt, dass die späteren Namensgeber die ersten Juristen waren, die ihren Unterricht aus einer festen Lehranstalt (statio) heraus erteilten und damit ein Betriebssystem in Gang brachten.
Ebenso wie der politisch hoch aktive Masurius Sabinus, neben Cassius Longinus Mitbegründer der gegensätzlichen sabinianischen Rechtsschule, wurde Labeo häufig als Gewährsträger für Entscheidungen von grundlegender Bedeutung zitiert.

## Werke
Von Labeos einst umfangreichem Werk, das über 400 Bücher umfasst haben soll, sind nur wenige Fragmente aus Zitaten späterer juristischer Texte erhalten. An Titeln sind bekannt:
- Libri de iure pontificio ('Bücher über das Pontifikalrecht') in mindestens 15 Büchern,
- ein mindestens 2 Bücher umfassender Kommentar zum Zwölftafelgesetz,
- Responsa („Antworten“), also Rechtsgutachten zu konkreten Einzelfällen,
- Epistulae („Briefe“), vermutlich zu juristischen Fragen,
- Pithana („Wahrscheinlichkeiten“), trotz des griechischen Titels wohl in lateinischer Sprache,
- mindestens 20 Bücher Kommentare zu einzelnen Edikten,
- mindestens 40 Bücher Posteriora, also posthum veröffentlichte Werke zu unterschiedlichen juristischen Fragen.